# Sidymella parallela
Sidymella parallela är en spindelart som först beskrevs av Cândido Firmino de Mello-Leitão 1929.  
Sidymella parallela ingår i släktet Sidymella och familjen krabbspindlar. Inga underarter finns listade i Catalogue of Life.